# 布里安·科卡尔
布里安·科卡尔（法語：Bryan Coquard，1992年4月25日—），法国男子自行车运动员，2012年夏季奥林匹克运动会男子全能赛银牌得主、2015年世界场地自行车锦标赛男子麦迪逊赛金牌得主。